# Distrito de Korçë
El distrito de Korçë  (en albanés: Rrethi i Korçës), era uno de los 36 distritos de Albania. Su población era de 194.000 habitantes (2004) incluyendo a una comunidad considerable de griegos y arrumanos.
Con una superficie de 2.180 km², es el segundo más grande distrito de Albania. Situado en el sudeste del país en el condado de Korçë, su capital es Korçë. 
Limita al norte con Pogradec y la República de Macedonia del Norte, al este con la prefectura Flórina (Macedonia Griega), al sudeste con el distrito de Devoll, al sudoeste con los distritos de Kolonjë y Përmet, y finalmente al oeste con Gramsh y Skrapar. Un pueblo digno de mención es Maliq.